# Rançon sur un thème mineur
Rançon sur un thème mineur (King's Ransom dans l'édition originale américaine) est un roman policier américain de Ed McBain, nom de plume de Salvatore Lombino, publié en 1959. C’est le dixième roman de la série policière du 87e District.

## Résumé
Le détective Steve Carella est confronté à une riche blonde au corps splendide, victime de deux tentatives de meurtre. Bien que le courtier Doug King, son mari, ait embauché une protection pour elle, rien ne semble aller comme il se doit et, chaque jour, l'angoisse monte d'un cran.

## Éditions
Édition originale en anglais
- (en) Ed McBain, King's Ransom, New York, Simon and Schuster, 1959

Éditions françaises
- (fr) Ed McBain (auteur) et Louis Saurin (traducteur), Rançon sur un thème mineur [« King's Ransom »], Paris, Presses de la Cité, coll. « Un mystère no 514 », 1960 (BNF 32961963)
- (fr) Ed McBain (auteur) et Louis Saurin (traducteur) (trad. de l'anglais), Rançon sur un thème mineur [« King's Ransom »], Paris, Presses de la Cité, coll. « Classiques du roman policier no 32 », 1983, 185 p. (ISBN 2-258-01201-5, BNF 34717567)
- (fr) Ed McBain (auteur) et Louis Saurin (traducteur) (trad. de l'anglais), Rançon sur un thème mineur [« King's Ransom »], Paris, Christian Bourgois, coll. « 10/18. Grands détectives no 2235 », 1991, 217 p. (ISBN 2-264-01591-8, BNF 35484175)
- (fr) Ed McBain (auteur) et Louis Saurin (traducteur) (trad. de l'anglais), Rançon sur un thème mineur [« King's Ransom »], Dans Nouvelles chroniques du 87e District, Paris, Éditions Omnibus, 1994, 1008 p. (ISBN 2-258-03781-6, BNF 35700187)
- (fr) Ed McBain (auteur) et Louis Saurin (traducteur) (trad. de l'anglais), Rançon sur un thème mineur [« King's Ransom »], Dans 87e District, volume 2, Paris, Éditions Omnibus, 1999, 938 p. (ISBN 2-258-05139-8, BNF 37176290)
  - Ce volume omnibus contient, dans des traductions revues et complétées, les romans Soupe aux poulets, Pas d'avenir pour le futur, Rançon sur un thème mineur, La Main dans le sac, À la bonne heure, Mourir pour mourir et Le Dément à lunettes.

## Adaptations

### Au cinéma
- 1963 : Entre le ciel et l'enfer (Tengoku to jigoku 天国と地獄), film japonais réalisé par Akira Kurosawa
- 2025 : Highest 2 Lowest, film américain réalisé par Spike Lee

### À la télévision
- 1962 : King's Ransom, épisode 21, saison 1, de la série télévisée américaine 87th Precinct (TV series) (en), réalisé par James Sheldon, avec Robert Lansing dans le rôle de Steve Carella

## Sources
- Jean Tulard, Dictionnaire du roman policier : 1841-2005. Auteurs, personnages, œuvres, thèmes, collections, éditeurs, Paris, Fayard, 2005, 768 p. (ISBN 978-2-915793-51-2, OCLC 62533410), p. 599 (Notice 87e District).